# Hutchinson County (Texas)
Das Hutchinson County ist ein County im Bundesstaat Texas der Vereinigten Staaten. Das U.S. Census Bureau hat bei der Volkszählung 2020 eine Einwohnerzahl von 20.617 ermittelt. Der Sitz der County-Verwaltung (County Seat) befindet sich in Stinnett.

## Geographie
Das County liegt im Norden von Texas, im Texas Panhandle, und ist etwa 40 km von der Grenze zu Oklahoma entfernt. Es hat eine Fläche von 2318 Quadratkilometern, wovon 20 Quadratkilometer Wasserfläche sind. Es grenzt im Uhrzeigersinn an folgende Countys: Hansford County, Roberts County, Carson County und Moore County.

## Geschichte
Hutchinson County wurde am 21. August 1876 aus Teilen des Bexar County gebildet. Die Verwaltungsorganisation wurde am 13. Mai 1901 abgeschlossen. Benannt wurde es nach Anderson Hutchinson (1798–1853), einem aus Mississippi stammenden Juristen und Autoren, der 1841 Bezirksrichter in der Republik Texas wurde. Im folgenden Jahr verhaftete ihn die mexikanische Armee, als er eine Gerichtsverhandlung in San Antonio führte. 1843 wurde er entlassen und kehrte nach Mississippi zurück.

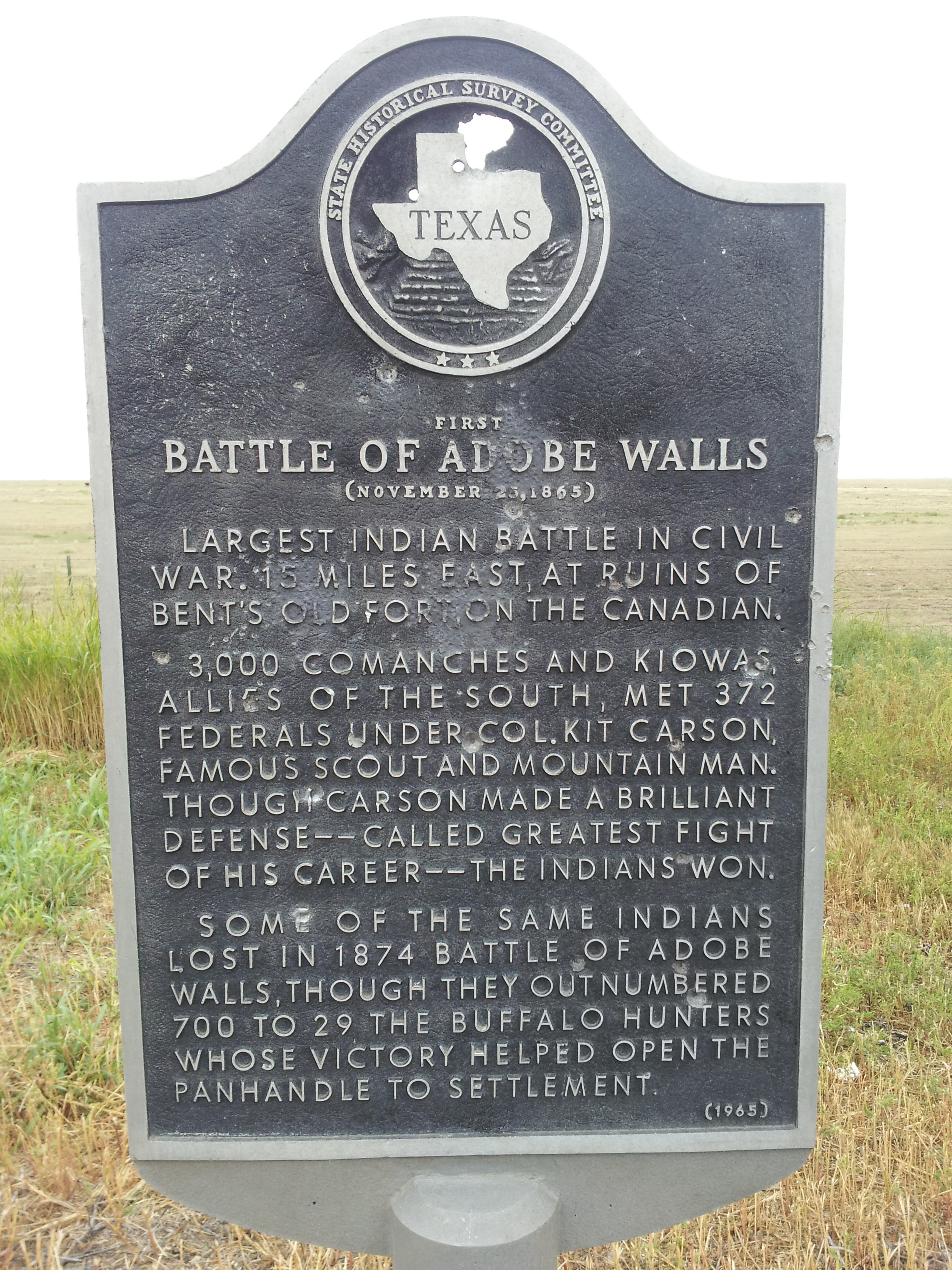
Infotafel bei den Adobe Walls (2014)

Drei Bauwerke und Stätten im County sind im National Register of Historic Places („Nationales Verzeichnis historischer Orte“; NRHP) eingetragen (Stand 25. November 2021), darunter das Hutchinson County Courthouse und die Adobe Walls.

## Demografische Daten

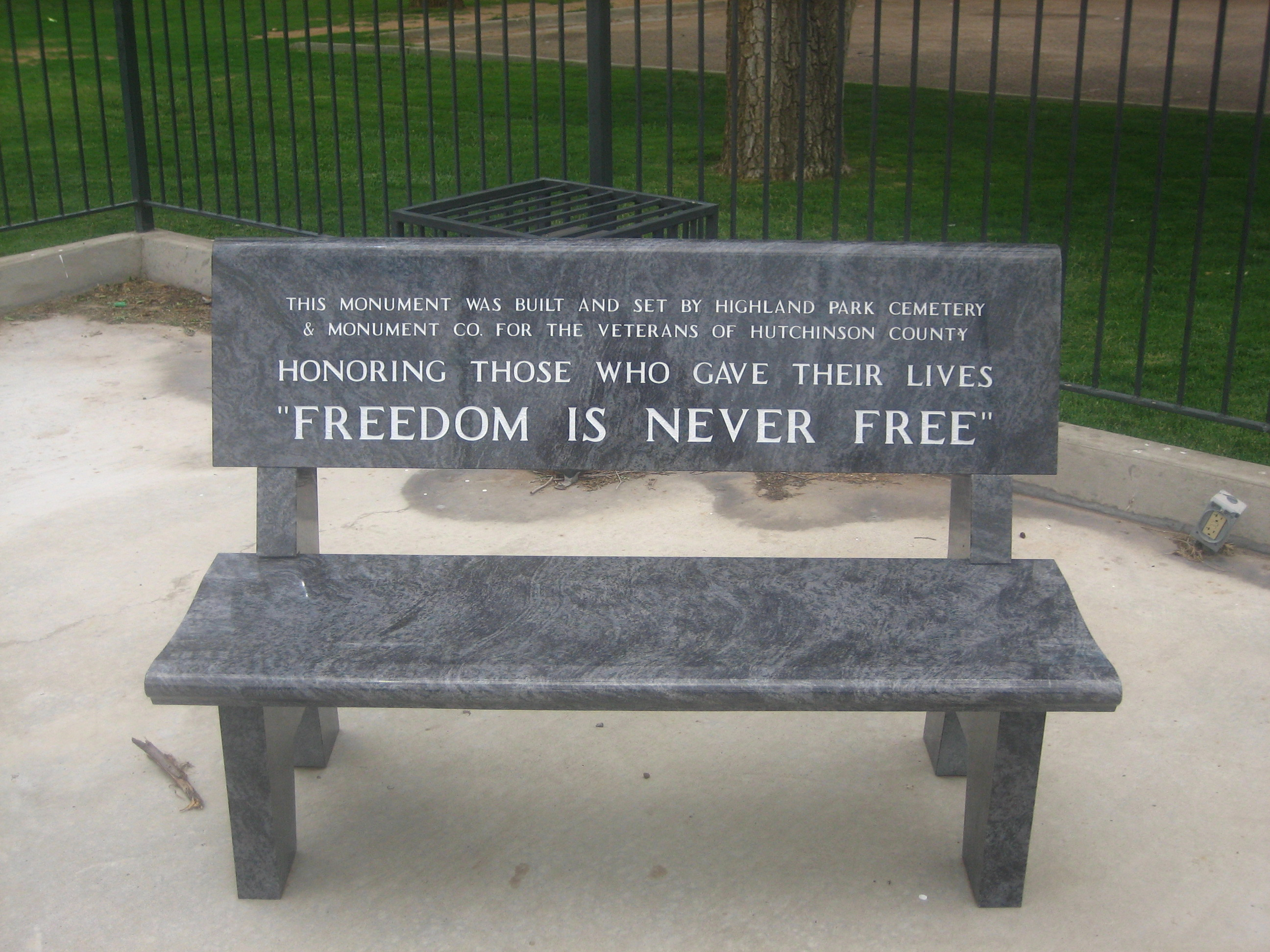
Freedom is never free, Veteranendenkmal

Nach der Volkszählung im Jahr 2000 lebten im Hutchinson County 23.857 Menschen in 9.283 Haushalten und 6.869 Familien. Die Bevölkerungsdichte betrug 10 Einwohner pro Quadratkilometer. Ethnisch setzte sich die Bevölkerung zusammen aus 87,00 Prozent Weißen, 2,41 Prozent Afroamerikanern, 1,35 Prozent amerikanischen Ureinwohnern, 0,35 Prozent Asiaten, 0,02 Prozent Bewohnern aus dem pazifischen Inselraum und 6,66 Prozent aus anderen ethnischen Gruppen; 2,21 Prozent stammten von zwei oder mehr Ethnien ab. 14,70 Prozent der Einwohner waren spanischer oder lateinamerikanischer Abstammung.
Von den 9.283 Haushalten hatten 34,8 Prozent Kinder oder Jugendliche, die mit ihnen zusammen lebten. 61,4 Prozent waren verheiratete, zusammenlebende Paare, 9,1 Prozent waren allein erziehende Mütter und 26,0 Prozent waren keine Familien. 23,9 Prozent waren Singlehaushalte und in 11,9 Prozent lebten Menschen im Alter von 65 Jahren oder darüber. Die durchschnittliche Haushaltsgröße betrug 2,54 und die durchschnittliche Familiengröße betrug 3,00 Personen.
27,4 Prozent der Bevölkerung war unter 18 Jahre alt, 8,7 Prozent zwischen 18 und 24, 25,5 Prozent zwischen 25 und 44, 22,7 Prozent zwischen 45 und 64 und 15,6 Prozent waren 65 Jahre alt oder älter. Das Medianalter betrug 38 Jahre. Auf 100 weibliche Personen kamen 97 männliche Personen und auf 100 Frauen im Alter von 18 Jahren oder darüber kamen 93,6 Männer.
Das jährliche Durchschnittseinkommen eines Haushalts betrug 36.588 USD, das Durchschnittseinkommen einer Familie betrug 42.500 USD. Männer hatten ein Durchschnittseinkommen von 40.029 USD, Frauen 19.952 USD. Das Prokopfeinkommen betrug 17.317 USD. 8,8 Prozent der Familien und 11,1 Prozent der Einwohner lebten unterhalb der Armutsgrenze.

## Orte
- Borger
- Bunavista
- Dial
- Electric City
- Fritch
- Morse Junction
- Phillips
- Philrich
- Pringle
- Sanford
- Stinnett
- Texroy